# Cyprustapuit
De Cyprustapuit (Oenanthe cypriaca) is een zangvogel uit de familie Muscicapidae (Vliegenvangers).

## Externe link

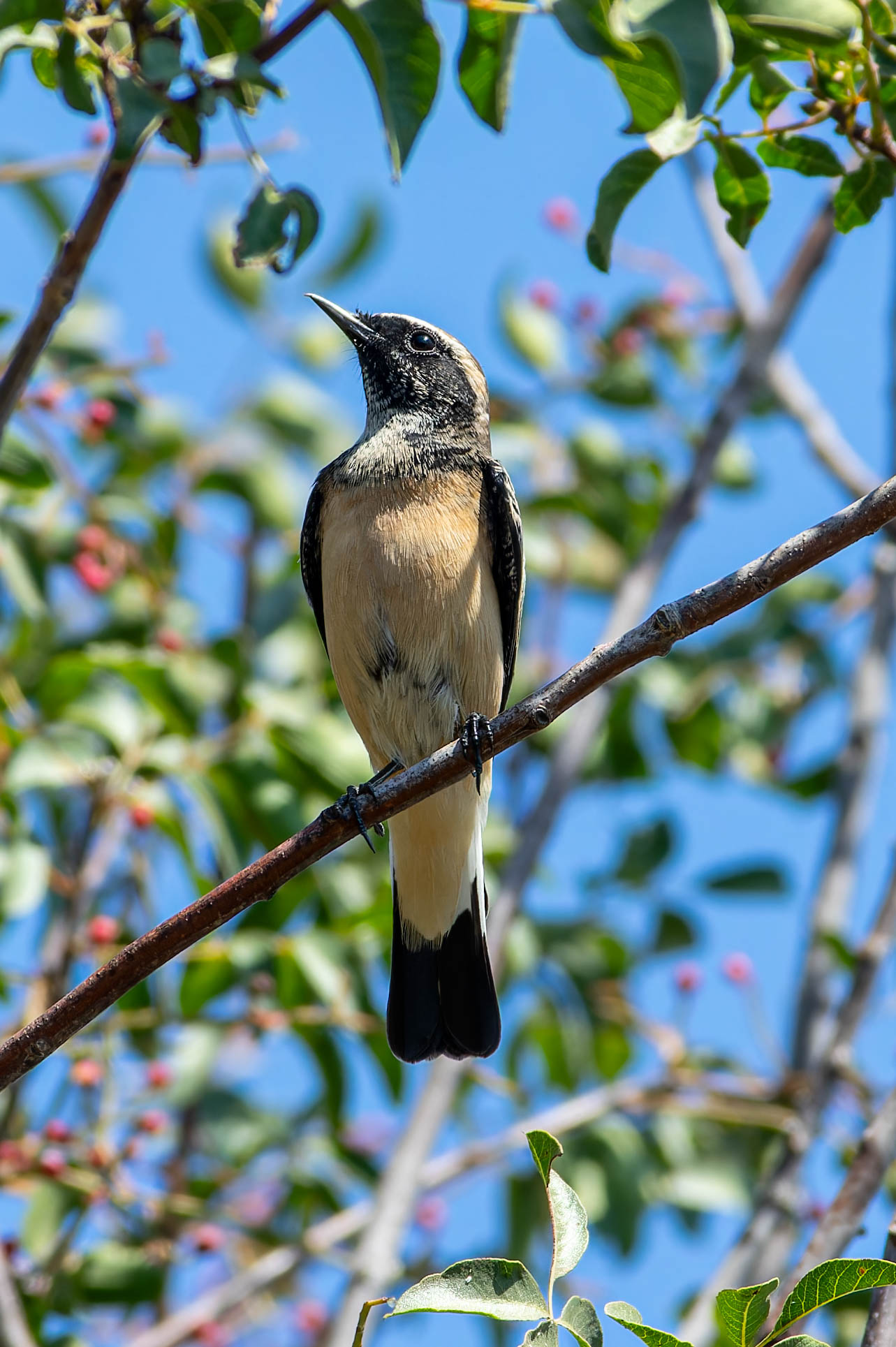
Oenanthe cypriaca, Akamas, Cyprus

## Verspreiding en leefgebied
Deze soort is endemisch op Cyprus.